# Red Beach

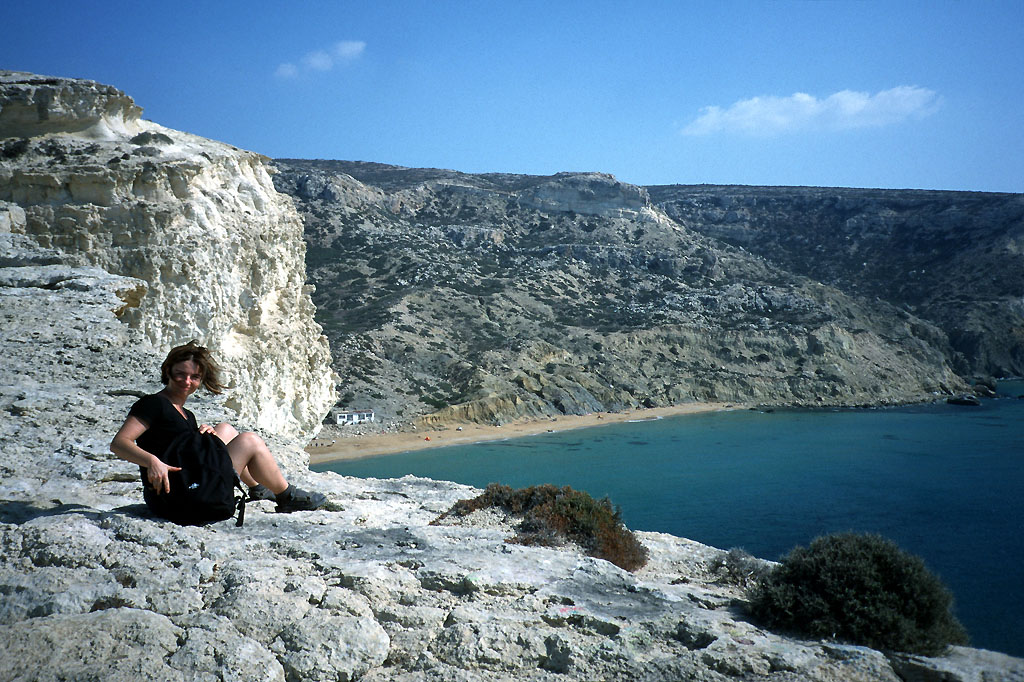
Sicht auf den Red Beach vom nördlichen Felsen

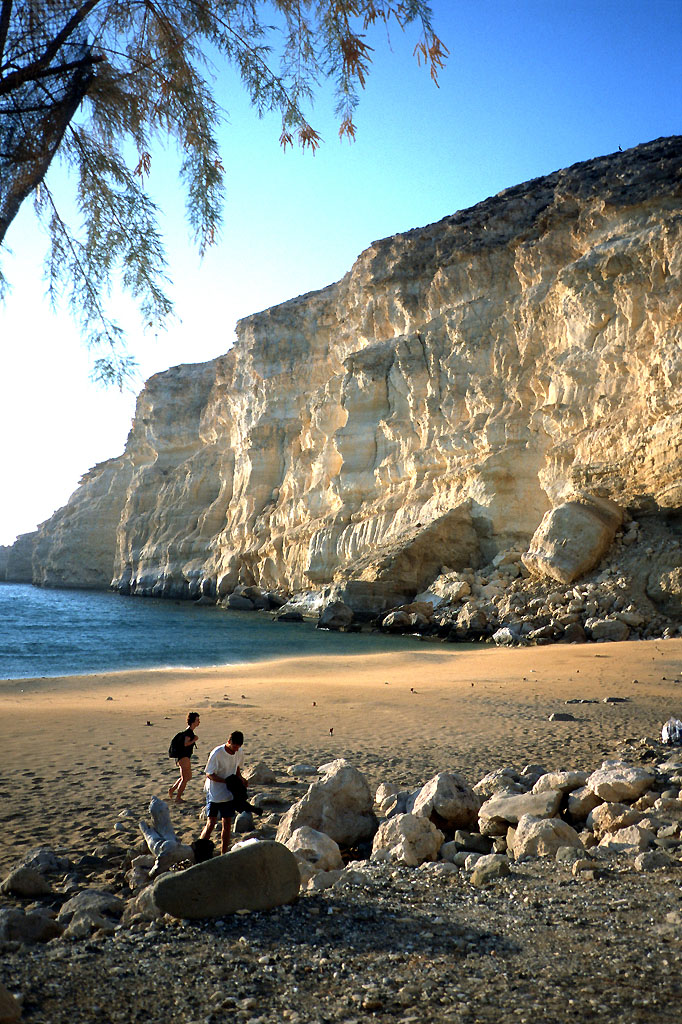
Die nördliche Steilküste bei Sonnenuntergang

Der Red Beach (griechisch κόκκινη άμμος (f. sg.), „Roter Sand“) ist ein Strand mit rötlichem Sand in einer Bucht südlich von Matala auf der griechischen Insel Kreta. Eine weitere Red Beach genannte Bucht befindet sich bei Akrotiri auf der griechischen Insel Santorin.
Zu erreichen ist der Strand nach etwa 30 Minuten Fußmarsch vorbei an den römischen Ausgrabungen Matalas und über eine felsige Anhöhe. Der Strand weist kaum Vegetation auf, im Sommer werden gelegentlich Sonnenschirme und Liegestühle vermietet. Er ist eines der Eiablagegebiete der Schildkröte Caretta caretta auf Kreta und daher ein typisches Beispiel für den Konflikt zwischen Tourismus und Naturschutz in Griechenland.